# Amy Alsop
Amy Alsop (* 30. Juni 1978 in Saskatoon, Saskatchewan) ist eine kanadische Goalballspielerin.
Alsop begann 1994 Goalball zu spielen und gewann mit ihrer Mannschaft fünf nationale Meisterschaften. 1997 kam sie in die kanadische Goalballnationalmannschaft der Damen. Bei den Paralympischen Spielen 2000 und 2004 konnte sie mit ihrer Mannschaft jeweils Gold gewinnen. Die Goldmedaille 2000 war die erste für Kanada in dieser Sportart. 2008 in Peking scheiterten sie jedoch am Einzug in die Finalrunden.
Alsop lebt momentan in Regina, Saskatchewan und ist als Marktanalystin für ein Telekommunikationsunternehmen tätig.

## Erfolge
Sommer-Paralympics
- 2000 Sydney: Gold
- 2004 Athen: Gold

Internationale Wettbewerbe
- 2001 IBSA Pan-American games: Bronze
- 2002 IBSA World Championships: Silber
- 2005 IBSA Pan-American games: Silber
- 2006 IBSA World Championships: Gold